# Retour de couches
Le retour de couches est la reprise de la menstruation après l'accouchement.

## Description
Il se produit habituellement dans un délai d'un à deux mois chez les femmes qui n'allaitent pas et dans un délai d'un à trois mois (parfois jusqu'à quatre ou cinq) chez celles qui allaitent.
Ces règles sont plus longues et plus abondantes qu'habituellement.
Les premières règles suivant l'accouchement ne font pas toujours suite à un cycle ovulatoire : 90 % des femmes n'ovulent pas avant leur retour de couches, donc une ovulation et une fécondation sont possibles pour environ 10 % des femmes.
En cas d'allaitement complet, l'aménorrhée de lactation produit une infécondité qui peut durer jusqu'à six mois et retarder le retour de couches.

## Petit retour de couches
Décrit par l'obstétricien Sébastien Remy, il s'agit d'un saignement d'abondance faible (mais supérieur à celle des lochies) pouvant survenir la troisième semaine après l'accouchement (15e au 21e jour),.